# Dasypoda argentata
Dasypoda argentata is een vliesvleugelig insect uit de familie Melittidae. De wetenschappelijke naam van de soort is voor het eerst geldig gepubliceerd in 1809 door Panzer.